# 赵南元
赵南元（1946年4月—2020年10月19日） ，男，江苏武进人，生于云南昆明，清华大学自动化系教授，主要研究模式识别、认知科学、伦理学。

## 生平
赵南元1970年毕业于清华大学自动控制系，之后去四川省成都市青白江区四川化工厂工作。1985年，他在东京工业大学情报工学科获博士学位。1986年，他开始在清华大学自动化系任教，1994年升任教授。

## 家庭
赵南元的父亲赵访熊是计算数学家，曾任清华大学教授、副校长。

## 观点
赵南元反对动物福利和动物权利，认为动物保护主义“具有恐怖主义倾向和邪教性质”，认为动物福利论和动物权利论者最终要剥夺人类吃肉的权利，撰有《动物权利论的要害是反人类》。他曾公开抨击《中华人民共和国动物保护法（建议稿）》起草组首席专家常纪文。他支持推广转基因作物，支持开展克隆人实验。他认为風水是迷信，按照《中华人民共和国刑法》收费看风水属于“利用迷信诈骗财物”的诈骗罪。

## 著作
赵南元所著《认知科学与广义进化论》获得了第九届中国图书奖。